# Staphylinochrous flavida
Staphylinochrous flavida és una espècie de lepidòpter zigenoïdeu de la família dels himantoptèrids (Himantopteridae), subfamília Anomoeotinae.
Es pot trobar a la República Democràtica del Congo i a Uganda.